# Enzo Francescoli
Enzo Francescoli Uriarte (Montevideo, 12 novembre 1961) è un dirigente sportivo ed ex calciatore uruguaiano, di ruolo mezzapunta, direttore sportivo del River Plate. Campione sudamericano con la nazionale uruguaiana nel 1983, 1987 e 1995.
Soprannominato el Príncipe, è considerato uno dei più forti giocatori uruguaiani della storia del calcio. Occupa l'80ª posizione nella speciale classifica dei migliori calciatori del XX secolo pubblicata dalla rivista World Soccer e la 24ª posizione nella classifica dei migliori calciatori sudamericani del XX secolo pubblicata dall'IFFHS. Nel marzo del 2004 Pelé lo ha inserito nella FIFA 100, la lista dei 125 migliori calciatori viventi, redatta in occasione del centenario della FIFA. Il Cagliari lo ha inoltre inserito nella sua Hall of Fame ed è stato votato dai tifosi cagliaritani come uno dei titolari nella top 11 rossoblù - i più forti di sempre, formazione comprendente i migliori giocatori che hanno indossato la maglia del club.

## Biografia
Enzo nacque a Montevideo da famiglia di origine italiana. Cresciuto nel quartiere di Capurro, tifa sin da bambino per il Peñarol.

## Caratteristiche tecniche
(Zidane)
Trequartista raffinato, sapeva interpretare altrettanto bene il ruolo di mezzapunta e seconda punta, così come all'occorrenza quello di centravanti di manovra. Dotato di grande tecnica individuale, eccelleva nel controllo di palla e nel dribbling, riuscendo spesso a sgusciare via dalle marcature avversarie con un andamento ondeggiante ed elegante. Era inoltre un eccellente rifinitore.

## Carriera

### Giocatore

#### Club

##### Gli inizi in patria ed il trasferimento al River Plate

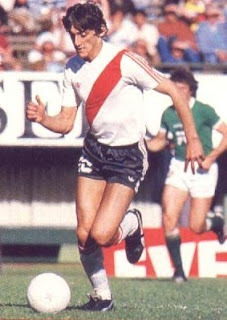
Francescoli in azione contro il Ferro Carril Oeste.

Dopo essere stato scartato da bambino dal Peñarol a causa del suo fisico ai tempi considerato troppo gracile, viene reclutato tra le giovanili del Montevideo Wanderers, club della sua città. Nel 1980 passa alla prima squadra giocando in totale per tre stagioni, in cui realizza 20 reti in 74 presenze. Qui dà un'iniziale prova delle sue capacità, tanto da venire definito da alcuni come il nuovo Schiaffino e da catturare l'attenzione del neopromosso Milan, che tuttavia non confermerà il suo acquisto.
Viste le prestazioni fatte da Francescoli nella Copa América del 1983 con l'Uruguay, il River Plate lo ingaggia l'estate dello stesso anno per $ 310.000. Nel 1984 contribuisce in maniera significativa ai risultati della squadra raggiungendo con essa la finale del campionato argentino, persa per 4-0 tra andata e ritorno con il Ferro Carril Oeste. Per le sue prestazioni, Francescoli, viene comunque votato miglior calciatore sudamericano dell'anno. Desideroso di eccellere con il River Plate, Francescoli rifiuta un'offerta dell'América de Cali, squadra colombiana che successivamente viene scoperta finanziata dal cartello di Cali, che nel 1985 e nel 1987 arriverà seconda classificata della Copa Libertadores.
L'anno successivo, nonostante il River non vince il campionato, Francescoli viene votato miglior calciatore dell'Argentina, divenendo il primo giocatore non argentino a ricevere tale premio. Nell'ultima stagione disputata con la squadra argentina, Francescoli riesce finalmente a vincere il campionato concludendo la stagione come capocannoniere del torneo con 25 gol. Nel gennaio 1986, segna uno dei suoi gol più celebri, compiendo una rovesciata che sancisce la vittoria del suo River ai danni della nazionale di calcio della Polonia, in un'amichevole organizzata dai cinque maggiori club argentini.

##### L'esperienza in Francia
Dopo il campionato vinto con il River, Francescoli passa in Europa dove rifiuta un'offerta del Nantes e si trasferisce nel Racing Paris, squadra appena promossa nella Prima Divisione francese, che offrì al giocatore uruguaiano un sontuoso contratto, oltre che in regalo una Peugeot 205 ed una villetta. Nonostante delle buone prestazioni a livello individuale, Francescoli non ottiene risultati positivi con il club, che dopo essere passato dal 13º al 7º posto, rischia la retrocessione nel 1989 salvandosi solo grazie alla differenza reti. Il giocatore uruguaiano lascia così la società dopo aver realizzato 32 reti in 3 stagioni a seguito anche di alcuni litigi con il presidente Lagardere.
Dopo un iniziale interesse di Roma e Inter, Francescoli viene contattato dalla Juventus, in cerca del sostituto di Michel Platini. Nonostante la firma di un precontratto con la società bianconera, il presidente Legardere impedisce il trasferimento e cede il calciatore al Marsiglia del presidente Bernard Tapie. La stagione 1989-1990 con il club marsigliese si rivela vincente: Francescoli, affiancato da Papin e Waddle, la disputa da protagonista, trionfando facilmente in campionato e arrivando fino alle semifinali della Coppa dei Campioni, dove l'Olympique viene eliminato dal Benfica.

##### L'approdo in Italia
Con sorpresa di molti, al termine di una lunga trattativa, nel 1990 Francescoli si trasferisce in Italia passando al neopromosso Cagliari, che oltre a lui acquista Pepe Herrera e Daniel Fonseca, altri due giocatori uruguaiani:
(Enzo Francescoli)

Francescoli (a sinistra) in azione con il Cagliari nel campionato di Serie A 1992-1993, sotto lo sguardo del connazionale Sosa dell'.

Dopo l'esordio in Coppa Italia con il Lecce e in campionato contro l'Inter di Trapattoni, realizza la sua prima marcatura nella partita contro l'Atalanta, su calcio di punizione. Tuttavia le prestazioni di Francescoli sono viziate da una microfrattura che gli impedisce di giocare ai suoi soliti livelli e il Cagliari inizialmente delude in campionato, navigando sempre tra le ultime posizioni della classifica. Dopo qualche mese le prestazioni del giocatore uruguaiano iniziano a migliorare: a seguito del pareggio per 2-2 a Torino contro la Juventus, il Cagliari compie un girone di ritorno da record, tanto da realizzare più punti della Sampdoria, che diventerà campione d'Italia, e ottenere la salvezza.
Nella stagione successiva l'uruguaiano contribuisce con un gran gol alla storica vittoria del Cagliari contro la Sampdoria campione d'Italia: sul risultato di 1-1 Francescoli riceve palla sulla sinistra, salta Mannini con un tunnel e dopo essere entrato in area batte Pagliuca con un destro a giro da posizione defilata. Alla terza stagione con il club sardo, il Principe fornisce un fondamentale contributo alla qualificazione alla Coppa UEFA, nel Cagliari che chiude il campionato al sesto posto. Nel corso della stagione realizza una doppietta in trasferta nella vittoria contro il Torino per 5-0, mette la firma nel pareggio contro il Milan in procinto di vincere lo scudetto e segna il quarto gol nel largo successo contro il Pescara, che sancisce in via definitiva il ritorno dei sardi in Europa.
Dopo la storica qualificazione, Francescoli si accasa al Torino anche per via di alcune divergenze con il presidente Cellino. A causa di diversi acciacchi fisici, in maglia granata non gioca al meglio, realizzando comunque nel complesso 5 gol in 34 partite.

##### Il ritorno al River Plate
Nel 1994 torna al River Plate all'età di 33 anni. Nonostante l'età non più verde, riesce a disputare partite di alto livello, contribuendo alla vittoria di 4 campionati e di una Coppa Libertadores nel 1996. A livello individuale vince per la terza volta titolo di capocannoniere del campionato argentino, per poi ritirarsi dall'attività agonistica nel dicembre del 1997, all'età di 36 anni.

#### Nazionale

Francescoli (in primo piano) capitano dell'Uruguay al, contrastato dal belga Demol.

Francescoli viene convocato la prima volta nella nazionale uruguaiana nel 1982, per la partita contro la Corea del Sud conclusasi con il risultato di 2-2. L'affermazione in campo internazionale avviene, invece, durante la Coppa America 1983, che lo vede protagonista all'età di soli 22 anni. L'Uruguay arriva, infatti, a sorpresa sino alla finale contro il Brasile, nella cui partita di andata l'arbitro annulla ingiustamente a Francescoli un gol fischiando un fallo da lui subito e non applicando la regola del vantaggio: nonostante ciò, il giocatore uruguaiano segna nuovamente il gol dell'1-0 proprio su quel calcio di punizione. Tra le finali di andata e ritorno l'Uruguay supera la Seleção per 3-1 e si laurea campione dell'edizione, con Francescoli che viene nominato miglior giocatore del torneo.
Nel 1986 partecipa anche al campionato del mondo di Messico 1986, venendo eliminato agli ottavi dall'Argentina di Maradona, in seguito vincitrice del torneo. L'anno successivo il giocatore uruguaiano ottiene, però, la sua rivincita: nella Copa America 1987, Francescoli e i suoi connazionali eliminano in semifinale proprio l'Argentina di Maradona, per poi sconfiggere in finale il Cile per 1-0. L'Uruguay si laurea così campione dell'edizione e Francescoli vince la Coppa America per la seconda volta consecutiva.
In seguito disputa anche il campionato del mondo di Italia 1990, dove non riesce a brillare particolarmente per via di una fastidiosa microfrattura che ne condiziona il rendimento. L'Uruguay viene eliminato nuovamente agli ottavi di finale, questa volta dall'Italia padrona di casa.
Nel 1995 Francescoli, all'età di 34 anni, contribuisce ancora una volta al trionfo dell'Uruguay: durante la Copa America 1995 la sua nazionale supera ai tiri di rigore il Brasile neo campione del mondo e il calciatore si aggiudica così in patria la Coppa America per la terza volta, laureandosi nuovamente miglior giocatore del torneo.

### Dirigente
Il 18 dicembre 2013 viene nominato dalla nuova presidenza del River Plate direttore sportivo del club.

## Statistiche
Tra club e nazionale maggiore, Enzo Francescoli ha giocato 647 partite segnando 237 reti, alla media di 0,36 gol a partita.

### Presenze e reti nei club
| Stagione                    | Squadra                     | Campionato                  | Campionato | Campionato | Coppe nazionali | Coppe nazionali | Coppe nazionali | Coppe continentali | Coppe continentali | Coppe continentali | Altre coppe | Altre coppe | Altre coppe | Totale | Totale |
| Stagione                    | Squadra                     | Comp                        | Pres       | Reti       | Comp            | Pres            | Reti            | Comp               | Pres               | Reti               | Comp        | Pres        | Reti        | Pres   | Reti   |
| --------------------------- | --------------------------- | --------------------------- | ---------- | ---------- | --------------- | --------------- | --------------- | ------------------ | ------------------ | ------------------ | ----------- | ----------- | ----------- | ------ | ------ |
| 1980                        | Montevideo Wanderers        | PD                          | 26         | 3          | -               | -               | -               | -                  | -                  | -                  | -           | -           | -           | 26     | 3      |
| 1981                        | Montevideo Wanderers        | PD                          | 22         | 7          | -               | -               | -               | -                  | -                  | -                  | -           | -           | -           | 22     | 7      |
| 1982                        | Montevideo Wanderers        | PD                          | 26         | 10         | -               | -               | -               | -                  | -                  | -                  | -           | -           | -           | 26     | 10     |
| Totale Montevideo Wanderers | Totale Montevideo Wanderers | Totale Montevideo Wanderers | 74         | 20         |                 |                 |                 |                    |                    |                    |             | -           | -           | 74     | 20     |
| 1983                        | River Plate                 | PD                          | 27         | 11         | -               | -               | -               | -                  | -                  | -                  | -           | -           | -           | 27     | 11     |
| 1984                        | River Plate                 | PD                          | 49         | 29         | -               | -               | -               | -                  | -                  | -                  | -           | -           | -           | 49     | 29     |
| 1985                        | River Plate                 | PD                          | 5          | 3          | -               | -               | -               | -                  | -                  | -                  | -           | -           | -           | 5      | 3      |
| 1985-1986                   | River Plate                 | PD                          | 32         | 25         | -               | -               | -               | -                  | -                  | -                  | -           | -           | -           | 32     | 25     |
| 1986-1987                   | RC Paris                    | D1                          | 35         | 14         | CF              | 1               | 0               | -                  | -                  | -                  | -           | -           | -           | 36     | 14     |
| 1987-1988                   | RC Paris                    | D1                          | 28         | 8          | CF              | 1               | 0               | -                  | -                  | -                  | -           | -           | -           | 29     | 8      |
| 1988-1989                   | RC Paris                    | D1                          | 26         | 10         | CF              | 2               | 0               | -                  | -                  | -                  | -           | -           | -           | 28     | 10     |
| Totale RC Paris             | Totale RC Paris             | Totale RC Paris             | 89         | 32         |                 | 4               | 0               |                    |                    |                    |             |             |             | 93     | 32     |
| 1989-1990                   | Marsiglia                   | D1                          | 28         | 11         | CF              | 4               | 0               | CC                 | 8                  | 0                  | -           | -           | -           | 40     | 11     |
| 1990-1991                   | Cagliari                    | A                           | 33         | 4          | CI              | 1               | 0               | -                  | -                  | -                  | -           | -           | -           | 34     | 4      |
| 1991-1992                   | Cagliari                    | A                           | 33         | 6          | CI              | 1               | 0               | -                  | -                  | -                  | -           | -           | -           | 34     | 6      |
| 1992-1993                   | Cagliari                    | A                           | 32         | 7          | CI              | 4               | 2               | -                  | -                  | -                  | -           | -           | -           | 36     | 9      |
| Totale Cagliari             | Totale Cagliari             | Totale Cagliari             | 98         | 17         |                 | 6               | 2               |                    |                    |                    |             |             |             | 104    | 19     |
| 1993-1994                   | Torino                      | A                           | 24         | 3          | CI              | 6               | 2               | CdC                | 3                  | 0                  | SI          | 1           | 0           | 34     | 5      |
| 1994-1995                   | River Plate                 | PD                          | 27         | 17         | -               | -               | -               | CL                 | 11                 | 6                  | -           | -           | -           | 38     | 23     |
| 1995-1996                   | River Plate                 | PD                          | 20         | 10         | -               | -               | -               | CL                 | 19                 | 13                 | -           | -           | -           | 39     | 23     |
| 1996-1997                   | River Plate                 | PD                          | 31         | 19         | -               | -               | -               | CL                 | 2                  | 1                  | CI          | 1           | 0           | 34     | 20     |
| 1997-1998                   | River Plate                 | PD                          | 6          | 1          | -               | -               | -               | CL                 | 4                  | 0                  | -           | -           | -           | 10     | 1      |
| Totale River Plate          | Totale River Plate          | Totale River Plate          | 197        | 115        |                 |                 |                 |                    | 36                 | 20                 |             | 1           | 0           | 234    | 135    |
| Totale carriera             | Totale carriera             | Totale carriera             | 510        | 198        |                 | 20              | 3               |                    | 47                 | 20                 |             | 2           | 0           | 579    | 222    |

### Cronologia presenze e reti in nazionale
| Cronologia completa delle presenze e delle reti in nazionale ― Uruguay | Cronologia completa delle presenze e delle reti in nazionale ― Uruguay | Cronologia completa delle presenze e delle reti in nazionale ― Uruguay | Cronologia completa delle presenze e delle reti in nazionale ― Uruguay | Cronologia completa delle presenze e delle reti in nazionale ― Uruguay | Cronologia completa delle presenze e delle reti in nazionale ― Uruguay | Cronologia completa delle presenze e delle reti in nazionale ― Uruguay | Cronologia completa delle presenze e delle reti in nazionale ― Uruguay |
| Data                                                                   | Città                                                                  | In casa                                                                | Risultato                                                              | Ospiti                                                                 | Competizione                                                           | Reti                                                                   | Note                                                                   |
| ---------------------------------------------------------------------- | ---------------------------------------------------------------------- | ---------------------------------------------------------------------- | ---------------------------------------------------------------------- | ---------------------------------------------------------------------- | ---------------------------------------------------------------------- | ---------------------------------------------------------------------- | ---------------------------------------------------------------------- |
| 17-2-1982                                                              | Calcutta                                                               | Uruguay                                                                | 2 – 2                                                                  | Jugoslavia B                                                           | Coppa Nehru 1982 - 1º turno                                            | 1                                                                      |                                                                        |
| 20-2-1982                                                              | Calcutta                                                               | Uruguay                                                                | 2 – 2                                                                  | Corea del Sud                                                          | Coppa Nehru 1982 - 1º turno                                            | -                                                                      |                                                                        |
| 22-2-1982                                                              | Calcutta                                                               | Cina                                                                   | 0 – 0                                                                  | Uruguay                                                                | Coppa Nehru 1982 - 1º turno                                            | -                                                                      |                                                                        |
| 25-2-1982                                                              | Calcutta                                                               | India                                                                  | 1 – 3                                                                  | Uruguay                                                                | Coppa Nehru 1982 - 1º turno                                            | -                                                                      |                                                                        |
| 28-2-1982                                                              | Calcutta                                                               | Uruguay                                                                | 2 – 2                                                                  | Italia dilettanti                                                      | Coppa Nehru 1982 - 1º turno                                            | 1                                                                      |                                                                        |
| 4-3-1982                                                               | Calcutta                                                               | Uruguay                                                                | 2 – 0                                                                  | Cina                                                                   | Coppa Nehru 1982 - Finale                                              | -                                                                      |                                                                        |
| 13-10-1983                                                             | Lima                                                                   | Perù                                                                   | 0 – 1                                                                  | Uruguay                                                                | Coppa America 1983 - Semifinale                                        | -                                                                      |                                                                        |
| 20-10-1983                                                             | Montevideo                                                             | Uruguay                                                                | 1 – 1                                                                  | Perù                                                                   | Coppa America 1983 - Semifinale                                        | -                                                                      |                                                                        |
| 27-10-1983                                                             | Montevideo                                                             | Uruguay                                                                | 2 – 0                                                                  | Brasile                                                                | Coppa America 1983 - Finale                                            | 1                                                                      |                                                                        |
| 4-11-1983                                                              | Salvador                                                               | Brasile                                                                | 1 – 1                                                                  | Uruguay                                                                | Coppa America 1983 - Finale                                            | -                                                                      | [ 12 ]                                                                 |
| 31-10-1984                                                             | Montevideo                                                             | Uruguay                                                                | 1 – 1                                                                  | Messico                                                                | Amichevole                                                             | -                                                                      |                                                                        |
| 29-1-1985                                                              | Montevideo                                                             | Uruguay                                                                | 3 – 0                                                                  | Germania Est                                                           | Amichevole                                                             | 1                                                                      |                                                                        |
| 3-2-1985                                                               | Montevideo                                                             | Uruguay                                                                | 1 – 0                                                                  | Paraguay                                                               | Copa Artigas 1985                                                      | 1                                                                      |                                                                        |
| 6-2-1985                                                               | Cochabamba                                                             | Bolivia                                                                | 0 – 1                                                                  | Uruguay                                                                | Amichevole                                                             | 1                                                                      |                                                                        |
| 10-2-1985                                                              | Asunción                                                               | Paraguay                                                               | 1 – 3                                                                  | Uruguay                                                                | Copa Artigas 1985                                                      | -                                                                      |                                                                        |
| 24-2-1985                                                              | Montevideo                                                             | Uruguay                                                                | 3 – 0                                                                  | Colombia                                                               | Amichevole                                                             | 1                                                                      |                                                                        |
| 27-2-1985                                                              | Montevideo                                                             | Uruguay                                                                | 2 – 2                                                                  | Perù                                                                   | Amichevole                                                             | -                                                                      |                                                                        |
| 10-3-1985                                                              | Montevideo                                                             | Uruguay                                                                | 2 – 1                                                                  | Ecuador                                                                | Qual. Mondiali 1986                                                    | -                                                                      |                                                                        |
| 24-3-1985                                                              | Santiago del Cile                                                      | Cile                                                                   | 2 – 0                                                                  | Uruguay                                                                | Qual. Mondiali 1986                                                    | -                                                                      |                                                                        |
| 31-3-1985                                                              | Quito                                                                  | Ecuador                                                                | 0 – 2                                                                  | Uruguay                                                                | Qual. Mondiali 1986                                                    | 1                                                                      |                                                                        |
| 7-4-1985                                                               | Montevideo                                                             | Uruguay                                                                | 2 – 1                                                                  | Cile                                                                   | Qual. Mondiali 1986                                                    | -                                                                      |                                                                        |
| 21-8-1985                                                              | Parigi                                                                 | Francia                                                                | 2 – 0                                                                  | Uruguay                                                                | Coppa dei Campioni CONMEBOL-UEFA 1985                                  | -                                                                      |                                                                        |
| 13-4-1986                                                              | Los Angeles                                                            | Uruguay                                                                | 0 – 1                                                                  | Messico                                                                | Amichevole                                                             | -                                                                      |                                                                        |
| 21-4-1986                                                              | Wrexham                                                                | Galles                                                                 | 0 – 0                                                                  | Uruguay                                                                | Amichevole                                                             | -                                                                      |                                                                        |
| 4-6-1986                                                               | Santiago de Querétaro                                                  | Germania Ovest                                                         | 1 – 1                                                                  | Uruguay                                                                | Mondiali 1986 - 1º turno                                               | -                                                                      |                                                                        |
| 8-6-1986                                                               | Ciudad Nezahualcóyotl                                                  | Uruguay                                                                | 1 – 6                                                                  | Danimarca                                                              | Mondiali 1986 - 1º turno                                               | 1                                                                      |                                                                        |
| 13-6-1986                                                              | Ciudad Nezahualcóyotl                                                  | Uruguay                                                                | 0 – 0                                                                  | Scozia                                                                 | Mondiali 1986 - 1º turno                                               | -                                                                      |                                                                        |
| 16-6-1986                                                              | Puebla de Zaragoza                                                     | Argentina                                                              | 1 – 0                                                                  | Uruguay                                                                | Mondiali 1986 - Ottavi di finale                                       | -                                                                      |                                                                        |
| 19-6-1987                                                              | Montevideo                                                             | Uruguay                                                                | 2 – 1                                                                  | Ecuador                                                                | Amichevole                                                             | -                                                                      |                                                                        |
| 23-6-1987                                                              | Montevideo                                                             | Uruguay                                                                | 2 – 1                                                                  | Bolivia                                                                | Amichevole                                                             | -                                                                      |                                                                        |
| 9-7-1987                                                               | Buenos Aires                                                           | Argentina                                                              | 0 – 1                                                                  | Uruguay                                                                | Coppa America 1987 - Semifinali                                        | -                                                                      |                                                                        |
| 12-7-1987                                                              | Buenos Aires                                                           | Uruguay                                                                | 1 – 0                                                                  | Cile                                                                   | Coppa America 1987 - Finale                                            | -                                                                      | [ 13 ]                                                                 |
| 14-12-1988                                                             | Montevideo                                                             | Uruguay                                                                | 3 – 1                                                                  | Perù                                                                   | Amichevole                                                             | 2                                                                      |                                                                        |
| 22-4-1989                                                              | Verona                                                                 | Italia                                                                 | 1 – 1                                                                  | Uruguay                                                                | Amichevole                                                             | -                                                                      |                                                                        |
| 6-7-1989                                                               | Goiânia                                                                | Uruguay                                                                | 3 – 0                                                                  | Cile                                                                   | Coppa America 1989 - 1º turno                                          | 1                                                                      |                                                                        |
| 8-7-1989                                                               | Goiânia                                                                | Argentina                                                              | 1 – 0                                                                  | Uruguay                                                                | Coppa America 1989 - 1º turno                                          | -                                                                      |                                                                        |
| 12-7-1989                                                              | Rio de Janeiro                                                         | Uruguay                                                                | 3 – 0                                                                  | Paraguay                                                               | Coppa America 1989 - Girone finale                                     | 1                                                                      |                                                                        |
| 14-7-1989                                                              | Rio de Janeiro                                                         | Uruguay                                                                | 2 – 0                                                                  | Argentina                                                              | Coppa America 1989 - Girone finale                                     | -                                                                      |                                                                        |
| 16-7-1989                                                              | Rio de Janeiro                                                         | Brasile                                                                | 1 – 0                                                                  | Uruguay                                                                | Coppa America 1989 - Girone finale                                     | -                                                                      | [ 14 ]                                                                 |
| 27-8-1989                                                              | Lima                                                                   | Perù                                                                   | 0 – 2                                                                  | Uruguay                                                                | Qual. Mondiali 1990                                                    | -                                                                      |                                                                        |
| 3-9-1989                                                               | La Paz                                                                 | Bolivia                                                                | 2 – 1                                                                  | Uruguay                                                                | Qual. Mondiali 1990                                                    | -                                                                      |                                                                        |
| 17-9-1989                                                              | Montevideo                                                             | Uruguay                                                                | 2 – 0                                                                  | Bolivia                                                                | Qual. Mondiali 1990                                                    | 1                                                                      |                                                                        |
| 18-5-1990                                                              | Belfast                                                                | Irlanda del Nord                                                       | 1 – 0                                                                  | Uruguay                                                                | Amichevole                                                             | -                                                                      |                                                                        |
| 22-5-1990                                                              | Londra                                                                 | Inghilterra                                                            | 1 – 2                                                                  | Uruguay                                                                | Amichevole                                                             | -                                                                      |                                                                        |
| 13-6-1990                                                              | Udine                                                                  | Uruguay                                                                | 0 – 0                                                                  | Spagna                                                                 | Mondiali 1990 - 1º turno                                               | -                                                                      |                                                                        |
| 17-6-1990                                                              | Verona                                                                 | Belgio                                                                 | 3 – 1                                                                  | Uruguay                                                                | Mondiali 1990 - 1º turno                                               | -                                                                      |                                                                        |
| 21-6-1990                                                              | Udine                                                                  | Corea del Sud                                                          | 0 – 1                                                                  | Uruguay                                                                | Mondiali 1990 - 1º turno                                               | -                                                                      |                                                                        |
| 25-6-1990                                                              | Roma                                                                   | Italia                                                                 | 2 – 0                                                                  | Uruguay                                                                | Mondiali 1990 - Ottavi di finale                                       | -                                                                      |                                                                        |
| 17-7-1993                                                              | Montevideo                                                             | Uruguay                                                                | 3 – 0                                                                  | Perù                                                                   | Amichevole                                                             | -                                                                      |                                                                        |
| 25-7-1993                                                              | San Cristóbal                                                          | Venezuela                                                              | 0 – 1                                                                  | Uruguay                                                                | Qual. Mondiali 1994                                                    | -                                                                      |                                                                        |
| 1-8-1993                                                               | Montevideo                                                             | Uruguay                                                                | 0 – 0                                                                  | Ecuador                                                                | Qual. Mondiali 1994                                                    | -                                                                      |                                                                        |
| 8-8-1993                                                               | La Paz                                                                 | Bolivia                                                                | 3 – 1                                                                  | Uruguay                                                                | Qual. Mondiali 1994                                                    | 1                                                                      |                                                                        |
| 15-8-1993                                                              | Montevideo                                                             | Uruguay                                                                | 1 – 1                                                                  | Brasile                                                                | Qual. Mondiali 1994                                                    | -                                                                      |                                                                        |
| 29-8-1993                                                              | Montevideo                                                             | Uruguay                                                                | 4 – 0                                                                  | Venezuela                                                              | Qual. Mondiali 1994                                                    | -                                                                      |                                                                        |
| 5-9-1993                                                               | Guayaquil                                                              | Ecuador                                                                | 0 – 1                                                                  | Uruguay                                                                | Qual. Mondiali 1994                                                    | -                                                                      |                                                                        |
| 12-9-1993                                                              | Montevideo                                                             | Uruguay                                                                | 2 – 1                                                                  | Bolivia                                                                | Qual. Mondiali 1994                                                    | 1                                                                      |                                                                        |
| 19-9-1993                                                              | Rio de Janeiro                                                         | Brasile                                                                | 2 – 0                                                                  | Uruguay                                                                | Qual. Mondiali 1994                                                    | -                                                                      |                                                                        |
| 18-1-1995                                                              | La Coruña                                                              | Spagna                                                                 | 2 – 2                                                                  | Uruguay                                                                | Amichevole                                                             | -                                                                      |                                                                        |
| 29-3-1995                                                              | Londra                                                                 | Inghilterra                                                            | 0 – 0                                                                  | Uruguay                                                                | Amichevole                                                             | -                                                                      |                                                                        |
| 31-3-1995                                                              | Belgrado                                                               | Jugoslavia                                                             | 1 – 0                                                                  | Uruguay                                                                | Amichevole                                                             | -                                                                      |                                                                        |
| 28-6-1995                                                              | Rivera                                                                 | Uruguay                                                                | 2 – 2                                                                  | Nuova Zelanda                                                          | Amichevole                                                             | 1                                                                      |                                                                        |
| 5-7-1995                                                               | Montevideo                                                             | Uruguay                                                                | 4 – 1                                                                  | Venezuela                                                              | Coppa America 1995 - 1º turno                                          | 1                                                                      |                                                                        |
| 9-7-1995                                                               | Montevideo                                                             | Uruguay                                                                | 1 – 0                                                                  | Paraguay                                                               | Coppa America 1995 - 1º turno                                          | 1                                                                      |                                                                        |
| 16-7-1995                                                              | Montevideo                                                             | Uruguay                                                                | 2 – 1                                                                  | Bolivia                                                                | Coppa America 1995 - Quarti di finale                                  | -                                                                      |                                                                        |
| 19-7-1995                                                              | Montevideo                                                             | Uruguay                                                                | 2 – 0                                                                  | Colombia                                                               | Coppa America 1995 - Semifinale                                        | -                                                                      |                                                                        |
| 23-7-1995                                                              | Montevideo                                                             | Uruguay                                                                | 1 – 1 (5 – 3 dtr)                                                      | Brasile                                                                | Coppa America 1995 - Finale                                            | -                                                                      | [ 15 ]                                                                 |
| 8-10-1996                                                              | Montevideo                                                             | Uruguay                                                                | 1 – 0                                                                  | Bolivia                                                                | Qual. Mondiali 1998                                                    | -                                                                      |                                                                        |
| 12-11-1996                                                             | Santiago del Cile                                                      | Cile                                                                   | 1 – 0                                                                  | Uruguay                                                                | Qual. Mondiali 1998                                                    | -                                                                      |                                                                        |
| 15-12-1996                                                             | Montevideo                                                             | Uruguay                                                                | 2 – 0                                                                  | Perù                                                                   | Qual. Mondiali 1998                                                    | -                                                                      |                                                                        |
| 12-1-1997                                                              | Montevideo                                                             | Uruguay                                                                | 0 – 0                                                                  | Argentina                                                              | Qual. Mondiali 1998                                                    | -                                                                      |                                                                        |
| 12-2-1997                                                              | Quito                                                                  | Ecuador                                                                | 4 – 0                                                                  | Uruguay                                                                | Qual. Mondiali 1998                                                    | -                                                                      |                                                                        |
| 2-4-1997                                                               | Montevideo                                                             | Uruguay                                                                | 3 – 1                                                                  | Venezuela                                                              | Qual. Mondiali 1998                                                    | -                                                                      |                                                                        |
| 30-4-1997                                                              | Asunción                                                               | Paraguay                                                               | 3 – 1                                                                  | Uruguay                                                                | Qual. Mondiali 1998                                                    | -                                                                      |                                                                        |
| 20-7-1997                                                              | La Paz                                                                 | Bolivia                                                                | 1 – 0                                                                  | Uruguay                                                                | Qual. Mondiali 1998                                                    | -                                                                      |                                                                        |
| 20-8-1997                                                              | Montevideo                                                             | Uruguay                                                                | 1 – 0                                                                  | Cile                                                                   | Qual. Mondiali 1998                                                    | -                                                                      |                                                                        |
| Totale                                                                 |                                                                        | Presenze                                                               | 75                                                                     |                                                                        | Reti                                                                   | 19                                                                     |                                                                        |

## Palmarès

### Club

#### Competizioni nazionali
- Campionato argentino: 5

River Plate: 1985-1986, Apertura 1994, Apertura 1996, Clausura 1997, Apertura 1997
- Campionato francese: 1

Olympique Marsiglia: 1989-1990

#### Competizioni internazionali
- Coppa Libertadores: 1

River Plate: 1996
- Supercoppa Sudamericana: 1

River Plate: 1997

### Nazionale

#### Competizioni giovanili
- Campionato sudamericano di calcio Under-20: 1

1981

#### Competizioni maggiori
- Coppa America: 3

Copa América 1983, Argentina 1987, Uruguay 1995

### Individuale
- Calciatore sudamericano dell'anno: 2

1984, 1995
- Calciatore argentino dell'anno: 2[16]

1985, 1995
- Capocannoniere del campionato argentino: 3

1985, 1986, 1996
- Miglior calciatore del campionato francese: 1

1990
- Equipo Ideal de América: 4

1994, 1995, 1996, 1997
- Miglior giocatore della Coppa America: 2 (record condiviso con Manuel Seoane, José Nasazzi e Lionel Messi)

Copa América 1983, Uruguay 1995
- Inserito nel FIFA 100 (2004)
- Candidato al Dream Team del Pallone d'oro (2020)